# Питтман, Майкл (младший)
Майкл Питтман-младший (англ. Michael Pittman Jr., 5 октября 1997, Вудленд-Хиллз, Калифорния) — профессиональный футболист, выступающий на позиции уайд ресивера в клубе НФЛ «Индианаполис Колтс».

## Биография
Он родился 5 октября 1997 года в семье Майкла Питтмана-старшего, профессионального футболиста, отыгравшего одиннадцать сезонов в НФЛ и выигравшего Супербоул в составе «Бакканирс». В 2015 году Майкл окончил старшую школу Оукс Кристиан в пригороде Лос-Анджелеса. В составе её команды он играл принимающим и сэйфти, неоднократно включался в состав различных символических сборных города, округа и штата. Первоначально Питтман объявил о поступлении в Калифорнийский университет в Лос-Анджелесе, но затем изменил своё решение и принял предложение спортивной стипендии от университета Южной Калифорнии.

### Любительская карьера
В университет Южной Калифорнии Питтман поступил весной 2016 года. В составе его команды он дебютировал в том же году, выходя на поле на позиции ресивера и в составе специальных команд. Осенью 2016 года Майкл сыграл в тринадцати матчах, набрав 82 ярда на приёме, заблокировав один пант и один раз вынудив соперника сделать фамбл. Во время сборов перед стартом сезона 2017 года он травмировал ногу и пропустил три первых матчах Тродженс. После восстановления Питтман стал одним из ключевых принимающих команды и сыграл в одиннадцати матчах. На финальную игру конференции Pac-12 он вышел в стартовом составе. За год Майкл набрал на приёме 404 ярда с двумя тачдаунами, в составе специальных команд заблокировал пант и занёс один тачдаун на возврате. По итогам сезона 2017 года он вошёл в состав символической сборной звёзд конференции.  
В сезоне 2018 года он сыграл в одиннадцати матчах, пропустив один из-за травмы плеча. Суммарно Питтман набрал 758 ярдов с шестью тачдаунами и стал лучшим ресивером конференции Pac-12 по среднему количеству ярдов, набранных за приём. Также он по-прежнему играл в составе специальных команд. В межсезонье Майкл перенёс операцию на плече. На последнем году обучения он зарекомендовал себя как один из лучших принимающих NCAA, впервые в карьере набрав более 1 000 ярдов, а также войдя в число лидеров по другим статистическим показателям. Питтман был назван в числе претендентов на награду Билетникофф Эворд лучшему ресиверу студенческого футбола и получил приз имени Поупа Уорнера, вручаемый выпускнику, проявившему себя на поле, в учёбе и общественной деятельности.

#### Статистика выступлений в NCAA
| Сезон | Команда      | Игры | Приём | Приём | Приём | Приём | Вынос | Вынос | Вынос | Вынос |
| Сезон | Команда      | Игры | Rec   | Yds   | Y/A   | TD    | Att   | Yds   | Y/A   | TD    |
| ----- | ------------ | ---- | ----- | ----- | ----- | ----- | ----- | ----- | ----- | ----- |
| 2016  | ЮСК Тродженс | 13   | 0     | 0     | 0,0   | 0     | 0     | 0     | 0,0   | 0     |
| 2017  | ЮСК Тродженс | 11   | 107   | 1 334 | 12,5  | 8     | 13    | 158   | 12,2  | 1     |
| 2018  | ЮСК Тродженс | 11   | 105   | 1 625 | 15,5  | 12    | 38    | 339   | 8,9   | 4     |
| 2019  | ЮСК Тродженс | 13   | 31    | 290   | 9,4   | 3     | 10    | 57    | 5,7   | 0     |
| Всего | Всего        | 48   | 171   | 2 519 | 14,7  | 19    | 1     | 9     | 9,0   | 0     |

### Профессиональная карьера
Перед драфтом НФЛ 2020 года аналитик сайта Bleacher Report Мэтт Миллер характеризовал Питтмана как крупного и физически мощного принимающего, который может представлять хорошую цель для передач в ред-зон — в пределах 20 ярдов от зачётной зоны. При этом он отмечал, что возможности игрока несколько ограничены недостатком подвижности и быстроты. К достоинствам Майкла Миллер относил антропометрические данные, которые позволяют ему вести борьбу с защитниками при работе на маршрутах. Минусами назывались нехватка дистанционной скорости и связанные с этим проблемы с уходом от опеки соперника.
На драфте Питтман был выбран во втором раунде под общим 34 номером клубом «Индианаполис Колтс». В июне 2020 года он подписал с клубом четырёхлетний контракт на общую сумму 8,16 млн долларов. Во время предсезонной подготовки он назывался главным претендентом на место второго ресивера команды. В составе «Колтс» Питтман дебютировал на первой неделе регулярного чемпионата, сыграв 39 снэпов в матче с «Джэксонвиллом». После травмы Пэрриса Кэмпбелла количество его игрового времени увеличилось, но в игре третьей недели он сам получил травму ноги. Питтману был диагностирован компартмент-синдром. После операции клуб внёс его в список травмированных.

#### Статистика выступлений в НФЛ

##### Регулярный чемпионат
| Сезон | Команда            | Игры | Приём | Приём | Приём | Приём | Вынос | Вынос | Вынос | Вынос |
| Сезон | Команда            | Игры | Rec   | Yds   | Y/A   | TD    | Att   | Yds   | Y/A   | TD    |
| ----- | ------------------ | ---- | ----- | ----- | ----- | ----- | ----- | ----- | ----- | ----- |
| 2020  | Индианаполис Колтс | 3    | 9     | 73    | 8,1   | 0     | 0     | 0     | 0,0   | 0     |
| Всего | Всего              | 3    | 9     | 73    | 8,1   | 0     | 0     | 0     | 0,0   | 0     |

* На 7 октября 2020 года